# 袁州
袁州（えんしゅう）は、中国にかつて存在した州。隋代から元初にかけて、現在の江西省宜春市一帯に設置された。

## 隋代
589年（開皇9年）、隋が南朝陳を滅ぼすと、宜陽県に袁州が置かれた。607年（大業3年）に州が廃止されて郡が置かれると、袁州は宜春郡と改称され、下部に3県を管轄した。隋代の行政区分に関しては下表を参照。
| 州 | 袁州                 | 郡 | 宜春郡               |
| 郡 | -                    | 県 | 宜春県 萍郷県 新渝県 |
| 県 | 宜陽県 萍郷県 新渝県 | 県 | 宜春県 萍郷県 新渝県 |

## 唐代
621年（武徳4年）、唐が蕭銑を平定すると、宜春郡は袁州と改められた。742年（天宝元年）、袁州は宜春郡と改称された。758年（乾元元年）、宜春郡は袁州の称にもどされた。袁州は江南西道に属し、宜春・萍郷・新渝の3県を管轄した。

## 宋代
宋のとき、袁州は江南西路に属し、宜春・分宜・萍郷・万載の4県を管轄した。

## 元代
1276年（至元13年）、元により袁州に総管府が置かれた。1282年（至元19年）、袁州総管府は袁州路と改められた。袁州路は江西等処行中書省に属し、録事司と宜春・分宜・万載の3県と萍郷州を管轄した。1360年、朱元璋により袁州路は袁州府と改められた。

## 明代以降
明のとき、袁州府は江西省に属し、宜春・分宜・萍郷・万載の4県を管轄した。
清のとき、袁州府は江西省に属し、宜春・分宜・萍郷・万載の4県を管轄した。
1913年、中華民国により袁州府は廃止された。